# هنري بيكر (مهندس)
هنري بيكر (بالإنجليزية: Henry Baker) هو مهندس وعالم حاسوب أمريكي، (و. 1947  م).